# Губель, Матьё
Матьё Губе́ль (фр. Mathieu Goubel; 3 апреля 1980, Булонь-сюр-Мер) — французский гребец-каноист, выступал за сборную Франции в конце 1990-х — начале 2010-х годов. Участник двух летних Олимпийских игр, серебряный и бронзовый призёр чемпионатов мира, двукратный чемпион Европы, победитель многих регат национального и международного значения.

## Биография
Матьё Губель родился 3 апреля 1980 года в городе Булонь-сюр-Мер департамента Па-де-Кале. Активно заниматься греблей начал с раннего детства, проходил подготовку в местном спортивном клубе BCK.
Первого серьёзного успеха на взрослом международном уровне добился в 1999 году, когда попал в основной состав французской национальной сборной и побывал на чемпионате мира в Милане, откуда привёз награду бронзового достоинства, выигранную в зачёте четырёхместных каноэ совместно с гребцами Жан-Жилем Граром, Янником Лавином и Сильвеном Уайе на дистанции 500 метров — в решающем заезде их обошли только экипажи из России и Румынии. 
В 2008 году в одиночках на тысяче метрах Губель завоевал золотую медаль на чемпионате Европы в Милане и благодаря череде удачных выступлений удостоился права защищать честь страны на летних Олимпийских играх в Пекине. Стартовал здесь в одиночных полукилометровой и километровой программах, в обоих случаях дошёл до финальных стадий соревнований, в итоге занял четвёртое и седьмое места соответственно.
На мировом первенстве 2009 года в канадском Дартмуте Губель трижды поднимался на пьедестал почёта, в одиночках получил бронзу на пятистах метрах, серебро на тысяче метрах и ещё одну бронзу в эстафете 4 × 200 м. Год спустя на европейском первенстве в испанской Корвере выиграл серебряные медали в одиночных километровой и полукилометровой дисциплинах, ещё через два года на аналогичных соревнованиях в хорватском Загребе взял серебро на километре и золото на полукилометровой дистанции. Будучи одним из лидеров гребной команды Франции, благополучно прошёл квалификацию на Олимпийские игры 2012 года в Лондоне — на сей раз в одиночках стал седьмым на дистанции 200 метров и пятым на дистанции 1000 метров.
После лондонской Олимпиады Матьё Губель остался в основном составе французской национальной сборной и продолжил принимать участие в крупнейших международных регатах. Так, в 2013 году он выступил на чемпионате Европы в португальском городе Монтемор-у-Велью, где удостоился серебряной награды в зачёте одиночных каноэ на дистанции в тысячу метров.